# NGC 16
NGC 16 est une galaxie lenticulaire située dans la constellation de Pégase. Elle a été découverte par l'astronome britannique William Herschel en 1784.

## Caractéristiques
Sa vitesse par rapport au fond diffus cosmologique est de 2 763 ± 29 km/s, ce qui correspond à une distance de Hubble de 40,8 ± 2,9 Mpc (∼133 millions d'al).
NGC 16 est une galaxie du champ, c'est-à-dire qu'elle n'appartient pas à un amas ou un groupe et qu'elle est donc gravitationnellement isolée.
À ce jour, cinq mesures non basées sur le décalage vers le rouge (redshift) donnent une distance de 37,640 ± 18,882 Mpc (∼123 millions d'al), ce qui est à l'intérieur des valeurs de la distance de Hubble.